# Robert Preston
Robert Preston (Newton, Massachusetts, 8 de juny de 1918 − Montecito, Califòrnia, 21 de març de 1987) va ser un actor estatunidenc recordat especialment pel seu paper com Harold Hill en el musical The Music Man (1957) i en la seva adaptació cinematogràfic de The Music Man (1962).
Preston tenia el nom autèntic de Robert Preston Meservey.
Va participar en l'exèrcit dels Estats Units en les seves forces aèries durant la Segona Guerra Mundial després de l'atac a Pearl Harbor.

## Produccions teatrals
- The Male Animal (1952–1953)
- Men of Distinction (1953)
- His and Hers (1954)
- The Magic and the Loss (1954)
- The Tender Trap (1954–1955)
- Janus (1955–1956)
- The Hidden River (1957)
- The Music Man (1957–1961)
- Too True to be Good (1963)
- Nobody Loves an Albatross (1963–1964)
- Ben Franklin in Paris (1964–1965)
- The Lion in Winter (1966)
- I Do! I Do! (1966–1968)
- Mack & Mabel (1974)
- Sly Fox (1976–1978)

## Filmografia
- King of Alcatraz (1938)
- Illegal Traffic (1938)
- Disbarred (1939)
- Union Pacific (1939)
- Beau Geste (1939)
- Typhoon (1940)
- North West Mounted Police (1940)
- Moon Over Burma (1940)
- The Lady from Cheyenne (1941)
- Batalló de paracaigudistes (Parachute Battalion) (1941)
- New York Town (1941)
- The Night of January 16th (1941)
- Pacific Blackout (1941)
- Reap the Wild Wind (1942)
- This Gun for Hire (1942)
- Wake Island (1942)
- Star Spangled Rhythm (1942)
- Night Plane from Chungking (1943)
- Wings Up (1943)
- The Macomber Affair (1947)
- La noia de varietats (Variety Girl) (1947)
- Wild Harvest (1947)
- Big City (1948)
- Sang a la lluna (Blood on the Moon) (1948)
- Whispering Smith (1948)
- The Lady Gambles (1949)
- Tulsa (1949)
- The Sundowners (1950)
- Cloudburst (1951)
- When I Grow Up (1951)
- Best of the Badmen (1951)
- My Outlaw Brother (1951)
- Face to Face (1952)
- La frontera final (The Last Frontier) (1955)
- Sentinels in the Air (1956) (narrador)
- A dalt de l'escala és fosc (The Dark at the Top of the Stairs) (1960)
- The Music Man (1962)
- La conquesta de l'Oest (How the West Was Won) (1962)
- Island of Love (1963)
- All the Way Home (1963)
- Junior Bonner (1972)
- Child's Play (1972)
- Mame (1974)
- Semi-Tough (1977)
- The Chisholms (TV) (1979)
- S.O.B. (1981)
- Víctor, Victòria (Victor/Victoria) (1982)
- Rehearsal for Murder (TV) (1982)
- September Gun (TV) (1983)
- El guerrer de les galàxies (The Last Starfighter) (1984)
- Finnegan Begin Again (TV) (1985)
- Outrage! (TV) (1986)